# جگوار دی-تایپ
جگوار تیپ دی (Jaguar D-Type) خودرویی است که در سال‌های ۱۹۵۴–۱۹۵۷تولید شده‌است. 